# Serie A1 2011-2012 (pallavolo maschile)
La Serie A1 2011-2012 si è svolta dal 25 settembre 2011 al 22 aprile 2012: al torneo hanno partecipato quattordici squadre di club italiane e la vittoria finale è andata per la seconda volta alla Lube.

## Regolamento

### Formula
Le squadre hanno disputato un girone all'italiana, con gare di andata e ritorno, per un totale di ventisei giornate; al termine della regular season:
- Le prime dodici classificate hanno acceduto ai play-off scudetto, strutturati in quarti di finali, giocati in una fase a gironi (la prima classificata di ogni girone ha acceduto alle semifinali play-off scudetto), semifinali, giocate al meglio di due vittorie su tre gare, e finale, giocata a gara unica.
- La seconda classificata di ogni girone dei quarti di finale dei play-off scudetto ha acceduto ai play-off Challenge Cup, strutturati in semifinali, giocate con gara di andata e ritorno (in caso di uguale numero di vittorie e set vinti/persi si è disputato un golden set), e finale, giocata a gara unica: la vincitrice si è qualificata alla Challenge Cup.
- Le ultime due classificate sono retrocesse in Serie A2.

### Criteri di classifica
Se il risultato finale è stato di 3-0 o 3-1 sono stati assegnati 3 punti alla squadra vincente e 0 a quella sconfitta, se il risultato finale è stato di 3-2 sono stati assegnati 2 punti alla squadra vincente e 1 a quella sconfitta.
L'ordine del posizionamento in classifica è stato definito in base a:
- Punti;
- Numero di partite vinte;
- Ratio dei set vinti/persi;
- Ratio dei punti realizzati/subiti.

## Squadre partecipanti
Al campionato di Serie A1 2011-12 hanno partecipato quattordici squadre: quelle neopromosse dalla Serie A2 sono state il Robur Angelo Costa, vincitrice della regular season, e il Padova, vincitrice dei play-off promozione.
| Club               | Stagione | Città        | Impianto               | Stagione precedente                                |
| ------------------ | -------- | ------------ | ---------------------- | -------------------------------------------------- |
| BluVolley Verona   | dettagli | Verona       | PalaOlimpia            | 7ª in Serie A1; quarti di finale play-off scudetto |
| Callipo            | dettagli | Maierato     | PalaValentia           | 9ª in Serie A1                                     |
| Gabeca             | dettagli | Monza        | Palazzetto dello Sport | 4ª in Serie A1; quarti di finale play-off scudetto |
| Lube               | dettagli | Treia        | PalaFontescodella      | 3ª in Serie A1; semifinali play-off scudetto       |
| M. Roma            | dettagli | Roma         | Palazzetto dello Sport | 11ª in Serie A1                                    |
| Modena             | dettagli | Modena       | PalaPanini             | 5ª in Serie A1; semifinali play-off scudetto       |
| Padova             | dettagli | Padova       | PalaSanLazzaro         | 2ª in Serie A2; vincitrice play-off promozione     |
| Piacenza           | dettagli | Piacenza     | PalaBanca              | 10ª in Serie A1                                    |
| Piemonte           | dettagli | Cuneo        | PalaCastagnaretta      | 2ª in Serie A1; finale play-off scudetto           |
| Robur Angelo Costa | dettagli | Ravenna      | PalaDeAndrè            | 1ª in Serie A2                                     |
| Top Volley Latina  | dettagli | Latina       | PalaBianchini          | 12ª in Serie A1                                    |
| Trentino           | dettagli | Trento       | PalaTrento             | 1ª in Serie A1; campione d'Italia                  |
| Treviso            | dettagli | Treviso      | Spes Arena             | 6ª in Serie A1; quarti di finale play-off scudetto |
| Umbria             | dettagli | San Giustino | Palazzetto dello Sport | 8ª in Serie A1; quarti di finale play-off scudetto |

## Torneo

### Regular season

#### Risultati
| Prima giornata |                             |     |                                   |
|                |                             |     |                                   |
| 25-09          | Treviso - Top Volley Latina | 1-3 | 27-25, 14-25, 19-25, 21-25        |
| 25-09          | Trentino - Gabeca           | 3-0 | 25-19, 25-22, 25-23               |
| 25-09          | Padova - Piacenza           | 3-0 | 26-24, 25-21, 27-25               |
| 25-09          | Lube - Robur Angelo Costa   | 3-1 | 25-13, 24-26, 25-15, 25-19        |
| 25-09          | Piemonte - BluVolley Verona | 3-0 | 25-22, 26-24, 25-23               |
| 25-09          | Umbria - Callipo            | 2-3 | 25-22, 18-25, 29-27, 21-25, 14-16 |
| 25-09          | Modena - M. Roma            | 3-1 | 21-25, 25-21, 25-17, 25-19        |

| Seconda giornata |                             |     |                                   |
|                  |                             |     |                                   |
| 02-10            | Piacenza - Trentino         | 2-3 | 21-25, 23-25, 25-19, 25-21, 10-15 |
| 02-10            | Gabeca - Padova             | 3-1 | 25-17, 25-22, 21-25, 25-23        |
| 01-10            | Top Volley Latina - Umbria  | 2-3 | 25-16, 21-25, 22-25, 25-22, 9-15  |
| 02-10            | Callipo - Piemonte          | 2-3 | 26-24, 25-27, 25-19, 23-25, 11-15 |
| 02-10            | BluVolley Verona - Treviso  | 3-2 | 25-23, 25-23, 17-25, 18-25, 19-17 |
| 02-10            | Robur Angelo Costa - Modena | 0-3 | 29-31, 16-25, 20-25               |
| 02-10            | M. Roma - Lube              | 0-3 | 19-25, 18-25, 16-25               |

| Terza giornata |                                      |     |                                   |
|                |                                      |     |                                   |
| 28-09          | Padova - Trentino                    | 0-3 | 16-25, 16-25, 23-25               |
| 08-10          | Lube - Piacenza                      | 3-1 | 20-25, 25-18, 26-24, 25-21        |
| 09-10          | Top Volley Latina - BluVolley Verona | 0-3 | 25-21, 25-21, 25-20               |
| 09-10          | Treviso - Callipo                    | 2-3 | 25-27, 30-28, 29-27, 21-25, 17-19 |
| 09-10          | Modena - Gabeca                      | 3-0 | 25-15, 26-24, 25-19               |
| 09-10          | Piemonte - M. Roma                   | 3-0 | 25-20, 25-19, 25-22               |
| 09-10          | Umbria - Robur Angelo Costa          | 3-2 | 25-20, 21-25, 24-26, 25-21, 15-13 |

| Quarta giornata |                              |     |                                   |
|                 |                              |     |                                   |
| 17-10           | Trentino - Lube              | 2-3 | 25-17, 22-25, 21-25, 25-21, 12-15 |
| 16-10           | Treviso - Umbria             | 3-0 | 25-21, 25-22, 26-24               |
| 16-10           | Robur Angelo Costa - Gabeca  | 1-3 | 21-25, 29-27, 19-25, 19-25        |
| 15-10           | Piemonte - Top Volley Latina | 3-2 | 24-26, 25-23, 24-26, 25-23, 15-10 |
| 16-10           | Modena - Piacenza            | 3-0 | 25-20, 25-13, 25-18               |
| 16-10           | Callipo - M. Roma            | 0-3 | 27-29, 16-25, 19-25               |
| 16-10           | BluVolley Verona - Padova    | 3-2 | 25-16, 22-25, 22-25, 25-21, 15-6  |

| Quinta giornata |                                       |     |                                   |
|                 |                                       |     |                                   |
| 23-10           | Lube - Piemonte                       | 3-2 | 20-25, 25-23, 22-25, 25-20, 15-13 |
| 23-10           | Padova - Modena                       | 2-3 | 25-19, 19-25, 25-23, 29-31, 15-17 |
| 23-10           | Trentino - Umbria                     | 3-0 | 25-20, 25-17, 25-20               |
| 22-10           | Robur Angelo Costa - BluVolley Verona | 1-3 | 21-25, 25-22, 21-25, 23-25        |
| 23-10           | M. Roma - Treviso                     | 3-2 | 25-17, 25-21, 23-25, 23-25, 15-10 |
| 23-10           | Gabeca - Top Volley Latina            | 3-1 | 26-24, 25-19, 13-25, 25-22        |
| 23-10           | Piacenza - Callipo                    | 3-2 | 23-25, 25-16, 25-22, 17-25, 15-7  |

| Sesta giornata |                               |     |                                   |
|                |                               |     |                                   |
| 29-10          | Modena - Trentino             | 0-3 | 17-25, 20-25, 16-25               |
| 30-10          | Umbria - M. Roma              | 0-3 | 18-25, 15-25, 22-25               |
| 29-10          | Piemonte - Robur Angelo Costa | 3-0 | 25-21, 28-26, 25-12               |
| 30-10          | Callipo - Lube                | 3-1 | 25-21, 21-25, 25-19, 25-20        |
| 30-10          | Treviso - Padova              | 3-0 | 25-20, 25-18, 25-22               |
| 30-10          | BluVolley Verona - Gabeca     | 2-3 | 25-23, 21-25, 25-14, 17-25, 10-15 |
| 30-10          | Top Volley Latina - Piacenza  | 3-2 | 25-27, 21-25, 25-23, 25-22, 15-12 |

| Settima giornata |                               |     |                                  |
|                  |                               |     |                                  |
| 05-11            | Umbria - Piemonte             | 1-3 | 20-25, 17-25, 25-19, 18-25       |
| 05-11            | Trentino - Robur Angelo Costa | 3-0 | 25-21, 25-16, 25-21              |
| 05-11            | Lube - Modena                 | 3-1 | 22-25, 25-23, 25-17, 25-22       |
| 05-11            | M. Roma - Top Volley Latina   | 3-2 | 18-25, 15-25, 25-16, 25-18, 15-9 |
| 05-11            | Gabeca - Treviso              | 0-3 | 15-25, 20-25, 19-25              |
| 05-11            | Piacenza - BluVolley Verona   | 3-0 | 25-18, 25-21, 25-11              |
| 05-11            | Padova - Callipo              | 0-3 | 22-25, 22-25, 19-25              |

| Ottava giornata |                             |     |                                   |
|                 |                             |     |                                   |
| 08-12           | Piemonte - Treviso          | 3-1 | 25-12, 20-25, 25-18, 25-18        |
| 08-12           | Gabeca - Piacenza           | 3-2 | 25-19, 25-18, 21-25, 21-25, 15-13 |
| 08-12           | Robur Angelo Costa - Padova | 2-3 | 19-25, 22-25, 25-18, 25-23, 13-15 |
| 08-12           | Modena - Umbria             | 3-2 | 25-18, 23-25, 18-25, 25-12, 15-13 |
| 08-12           | Callipo - Trentino          | 1-3 | 25-19, 24-26, 29-31, 22-25        |
| 08-12           | Top Volley Latina - Lube    | 0-3 | 18-25, 21-25, 22-25               |
| 08-12           | BluVolley Verona - M. Roma  | 1-3 | 23-25, 25-20, 19-25, 19-25        |

| Nona giornata |                               |     |                                   |
|               |                               |     |                                   |
| 11-12         | Piacenza - Robur Angelo Costa | 0-3 | 23-25, 18-25, 17-25               |
| 11-12         | Lube - Gabeca                 | 3-2 | 25-23, 25-21, 21-25, 23-25, 15-10 |
| 11-12         | Top Volley Latina - Callipo   | 3-0 | 25-21, 25-22, 25-14               |
| 11-12         | Umbria - BluVolley Verona     | 1-3 | 22-25, 21-25, 25-21, 25-27        |
| 11-12         | Treviso - Modena              | 2-3 | 25-23, 22-25, 25-15, 20-25, 13-15 |
| 11-12         | M. Roma - Trentino            | 1-3 | 13-25, 23-25, 25-22, 17-25        |
| 11-12         | Padova - Piemonte             | 2-3 | 25-19, 23-25, 25-18, 24-26, 9-15  |

| Decima giornata |                              |     |                                   |
|                 |                              |     |                                   |
| 18-12           | Padova - Lube                | 0-3 | 22-25, 19-25, 15-25               |
| 17-12           | Callipo - BluVolley Verona   | 3-2 | 25-23, 23-25, 25-16, 23-25, 15-10 |
| 18-12           | Modena - Top Volley Latina   | 3-1 | 25-20, 23-25, 25-16, 25-16        |
| 18-12           | Trentino - Piemonte          | 3-2 | 25-20, 25-19, 22-25, 33-35, 15-11 |
| 18-12           | Robur Angelo Costa - M. Roma | 1-3 | 25-22, 26-28, 23-25, 22-25        |
| 18-12           | Piacenza - Treviso           | 0-3 | 19-25, 19-25, 20-25               |
| 18-12           | Gabeca - Umbria              | 3-2 | 28-26, 25-16, 15-25, 23-25, 15-11 |

| Undicesima giornata |                              |     |                                   |
|                     |                              |     |                                   |
| 26-12               | BluVolley Verona - Modena    | 2-3 | 25-20, 25-22, 14-25, 23-25, 13-15 |
| 26-12               | Callipo - Robur Angelo Costa | 3-0 | 25-20, 25-19, 25-18               |
| 26-12               | Treviso - Trentino           | 1-3 | 18-25, 25-22, 21-25, 22-25        |
| 26-12               | Piemonte - Gabeca            | 3-0 | 25-15, 25-18, 25-16               |
| 26-12               | Umbria - Lube                | 1-3 | 21-25, 29-27, 21-25, 20-25        |
| 26-12               | Top Volley Latina - Padova   | 1-3 | 28-26, 21-25, 23-25, 20-25        |
| 26-12               | M. Roma - Piacenza           | 0-3 | 24-26, 18-25, 27-29               |

| Dodicesima giornata |                                        |     |                                   |
|                     |                                        |     |                                   |
| 29-12               | Modena - Callipo                       | 3-0 | 25-21, 30-28, 27-25               |
| 29-12               | Trentino - BluVolley Verona            | 3-0 | 25-17, 25-12, 25-19               |
| 29-12               | Piacenza - Piemonte                    | 1-3 | 25-21, 15-25, 23-25, 17-25        |
| 29-12               | Lube - Treviso                         | 3-0 | 25-20, 25-22, 25-21               |
| 29-12               | Robur Angelo Costa - Top Volley Latina | 3-1 | 25-23, 24-26, 25-22, 25-17        |
| 29-12               | Gabeca - M. Roma                       | 3-2 | 25-27, 25-22, 21-25, 25-22, 17-15 |
| 29-12               | Padova - Umbria                        | 1-3 | 29-27, 21-25, 20-25, 20-25        |

| Tredicesima giornata |                              |     |                                   |
|                      |                              |     |                                   |
| 05-01                | Piemonte - Modena            | 3-2 | 22-25, 16-25, 25-22, 25-18, 15-13 |
| 05-01                | Top Volley Latina - Trentino | 3-1 | 25-23, 25-22, 20-25, 26-24        |
| 05-01                | BluVolley Verona - Lube      | 2-3 | 33-31, 21-25, 40-38, 14-25, 9-15  |
| 05-01                | Treviso - Robur Angelo Costa | 3-1 | 21-25, 25-21, 25-17, 25-17        |
| 05-01                | Callipo - Gabeca             | 0-3 | 20-25, 23-25, 18-25               |
| 05-01                | Umbria - Piacenza            | 3-2 | 15-25, 25-23, 18-25, 25-19, 15-9  |
| 05-01                | M. Roma - Padova             | 0-3 | 26-28, 23-25, 21-25               |

| Quattordicesima giornata |                             |     |                                   |
|                          |                             |     |                                   |
| 08-01                    | Top Volley Latina - Treviso | 0-3 | 25-27, 23-25, 19-25               |
| 08-01                    | Gabeca - Trentino           | 1-3 | 25-22, 14-25, 16-25, 24-26        |
| 08-01                    | Piacenza - Padova           | 3-2 | 25-19, 20-25, 25-21, 18-25, 15-12 |
| 08-01                    | Robur Angelo Costa - Lube   | 0-3 | 23-25, 20-25, 25-27               |
| 08-01                    | BluVolley Verona - Piemonte | 3-2 | 25-20, 22-25, 26-28, 25-19, 15-9  |
| 08-01                    | Callipo - Umbria            | 3-0 | 25-21, 25-20, 25-21               |
| 08-01                    | M. Roma - Modena            | 2-3 | 26-24, 25-19, 20-25, 26-28, 16-18 |

| Quindicesima giornata |                             |     |                                   |
|                       |                             |     |                                   |
| 15-01                 | Trentino - Piacenza         | 3-0 | 25-18, 25-16, 25-19               |
| 15-01                 | Padova - Gabeca             | 1-3 | 18-25, 22-25, 30-28, 16-25        |
| 15-01                 | Umbria - Top Volley Latina  | 2-3 | 21-25, 25-22, 25-27, 25-15, 10-15 |
| 15-01                 | Piemonte - Callipo          | 3-1 | 17-25, 25-20, 26-24, 25-15        |
| 15-01                 | Treviso - BluVolley Verona  | 1-3 | 25-18, 19-25, 22-25, 23-25        |
| 15-01                 | Modena - Robur Angelo Costa | 3-0 | 25-21, 25-21, 25-16               |
| 14-01                 | Lube - M. Roma              | 3-0 | 25-23, 25-18, 26-24               |

| Sedicesima giornata |                                      |     |                                   |
|                     |                                      |     |                                   |
| 22-01               | Trentino - Padova                    | 3-0 | 25-22, 25-17, 25-14               |
| 22-01               | Piacenza - Lube                      | 3-1 | 25-19, 25-18, 20-25, 25-20        |
| 22-01               | BluVolley Verona - Top Volley Latina | 3-0 | 26-24, 25-19, 25-20               |
| 22-01               | Callipo - Treviso                    | 1-3 | 25-19, 20-25, 17-25, 25-27        |
| 22-01               | Gabeca - Modena                      | 3-0 | 28-26, 25-22, 25-18               |
| 22-01               | M. Roma - Piemonte                   | 3-2 | 25-19, 20-25, 21-25, 25-22, 15-12 |
| 21-01               | Robur Angelo Costa - Umbria          | 2-3 | 21-25, 34-32, 20-25, 25-20, 9-15  |

| Diciassettesima giornata |                              |     |                                   |
|                          |                              |     |                                   |
| 28-01                    | Lube - Trentino              | 0-3 | 24-26, 24-26, 20-25               |
| 28-01                    | Umbria - Treviso             | 2-3 | 25-20, 17-25, 25-27, 25-23, 14-16 |
| 29-01                    | Gabeca - Robur Angelo Costa  | 3-0 | 25-22, 25-23, 25-22               |
| 29-01                    | Top Volley Latina - Piemonte | 3-2 | 25-19, 23-25, 22-25, 25-18, 15-8  |
| 29-01                    | Piacenza - Modena            | 3-1 | 25-23, 19-25, 27-25, 25-18        |
| 29-01                    | M. Roma - Callipo            | 3-0 | 25-23, 25-20, 25-23               |
| 29-01                    | Padova - BluVolley Verona    | 3-0 | 25-22, 25-20, 25-12               |

| Diciottesima giornata |                                       |     |                                   |
|                       |                                       |     |                                   |
| 05-02                 | Piemonte - Lube                       | 3-2 | 19-25, 15-25, 25-17, 25-15, 15-13 |
| 05-02                 | Modena - Padova                       | 3-0 | 25-21, 25-20, 25-21               |
| 05-02                 | Umbria - Trentino                     | 0-3 | 21-25, 13-25, 17-25               |
| 05-02                 | BluVolley Verona - Robur Angelo Costa | 3-1 | 25-15, 25-22, 22-25, 25-22        |
| 05-02                 | Treviso - M. Roma                     | 3-2 | 25-21, 25-18, 33-35, 22-25, 15-11 |
| 05-02                 | Top Volley Latina - Gabeca            | 3-2 | 25-22, 23-25, 21-25, 25-21, 15-11 |
| 04-02                 | Callipo - Piacenza                    | 0-3 | 20-25, 23-25, 16-25               |

| Diciannovesima giornata |                               |     |                                   |
|                         |                               |     |                                   |
| 12-02                   | Trentino - Modena             | 3-0 | 34-32, 25-21, 25-15               |
| 11-02                   | M. Roma - Umbria              | 1-3 | 23-25, 27-29, 25-22, 21-25        |
| 29-02                   | Robur Angelo Costa - Piemonte | 0-3 | 23-25, 24-26, 23-25               |
| 12-02                   | Lube - Callipo                | 2-3 | 25-21, 24-26, 17-25, 25-13, 16-18 |
| 12-02                   | Padova - Treviso              | 0-3 | 22-25, 23-25, 21-25               |
| 12-02                   | Gabeca - BluVolley Verona     | 3-0 | 25-15, 25-19, 25-16               |
| 12-02                   | Piacenza - Top Volley Latina  | 3-1 | 25-14, 19-25, 25-20, 25-16        |

| Ventesima giornata |                               |     |                            |
|                    |                               |     |                            |
| 26-02              | Piemonte - Umbria             | 3-1 | 23-25, 25-22, 25-23, 25-18 |
| 26-02              | Robur Angelo Costa - Trentino | 0-3 | 22-25, 15-25, 20-25        |
| 26-02              | Modena - Lube                 | 0-3 | 23-25, 23-25, 23-25        |
| 26-02              | Top Volley Latina - M. Roma   | 3-1 | 25-21, 25-22, 26-28, 27-25 |
| 25-02              | Treviso - Gabeca              | 3-1 | 25-19, 14-25, 25-23, 25-22 |
| 26-02              | BluVolley Verona - Piacenza   | 1-3 | 15-25, 25-23, 23-25, 17-25 |
| 26-02              | Callipo - Padova              | 3-1 | 20-25, 27-25, 25-23, 27-25 |

| Ventunesima giornata |                             |     |                            |
|                      |                             |     |                            |
| 04-03                | Treviso - Piemonte          | 3-1 | 23-25, 25-20, 25-16, 25-20 |
| 04-03                | Piacenza - Gabeca           | 3-0 | 25-21, 25-20, 25-23        |
| 04-03                | Padova - Robur Angelo Costa | 3-0 | 25-20, 25-15, 25-18        |
| 03-03                | Umbria - Modena             | 3-1 | 25-20, 18-25, 28-26, 34-32 |
| 04-03                | Trentino - Callipo          | 3-1 | 25-10, 20-25, 34-32, 25-15 |
| 04-03                | Lube - Top Volley Latina    | 3-1 | 25-16, 21-25, 25-19, 25-18 |
| 04-03                | M. Roma - BluVolley Verona  | 1-3 | 25-27, 24-26, 25-21, 19-25 |

| Ventiduesima giornata |                               |     |                                   |
|                       |                               |     |                                   |
| 07-03                 | Robur Angelo Costa - Piacenza | 1-3 | 25-21, 18-25, 20-25, 8-25         |
| 07-03                 | Gabeca - Lube                 | 2-3 | 25-19, 23-25, 20-25, 27-25, 11-15 |
| 07-03                 | Callipo - Top Volley Latina   | 0-3 | 23-25, 23-25, 22-25               |
| 07-03                 | BluVolley Verona - Umbria     | 0-3 | 23-25, 21-25, 24-26               |
| 07-03                 | Modena - Treviso              | 1-3 | 25-20, 20-25, 21-25, 18-25        |
| 07-03                 | Trentino - M. Roma            | 3-1 | 25-21, 25-21, 23-25, 25-23        |
| 07-03                 | Piemonte - Padova             | 3-0 | 25-14, 25-19, 25-19               |

| Ventitreesima giornata |                              |     |                                   |
|                        |                              |     |                                   |
| 11-03                  | Lube - Padova                | 3-0 | 25-22, 25-21, 25-20               |
| 10-03                  | BluVolley Verona - Callipo   | 1-3 | 29-31, 25-19, 13-25, 21-25        |
| 11-03                  | Top Volley Latina - Modena   | 2-3 | 17-25, 20-25, 28-26, 25-22, 12-15 |
| 11-03                  | Piemonte - Trentino          | 2-3 | 25-22, 23-25, 28-30, 25-22, 10-1  |
| 11-03                  | M. Roma - Robur Angelo Costa | 3-0 | 25-12, 25-11, 25-19               |
| 11-03                  | Treviso - Piacenza           | 3-1 | 25-10, 25-22, 24-26, 25-23        |
| 11-03                  | Umbria - Gabeca              | 3-2 | 25-21, 21-25, 24-26, 25-21, 15-13 |

| Ventiquattresima giornata |                              |     |                                   |
|                           |                              |     |                                   |
| 18-03                     | Modena - BluVolley Verona    | 3-1 | 25-22, 33-31, 22-25, 25-17        |
| 18-03                     | Robur Angelo Costa - Callipo | 2-3 | 19-25, 26-24, 20-25, 25-21, 13-15 |
| 22-03                     | Trentino - Treviso           | 3-0 | 25-20, 25-22, 25-22               |
| 21-03                     | Gabeca - Piemonte            | 0-3 | 22-25, 22-25, 21-25               |
| 18-03                     | Lube - Umbria                | 3-1 | 25-23, 25-20, 24-26, 25-20        |
| 18-03                     | Padova - Top Volley Latina   | 3-2 | 20-25, 25-23, 25-19, 22-25, 15-7  |
| 17-03                     | Piacenza - M. Roma           | 3-0 | 25-18, 25-19, 25-19               |

| Venticinquesima giornata |                                        |     |                                   |
|                          |                                        |     |                                   |
| 25-03                    | Callipo - Modena                       | 2-3 | 25-27, 19-25, 25-21, 25-23, 13-15 |
| 25-03                    | BluVolley Verona - Modena              | 1-3 | 14-25, 25-21, 18-25, 23-25        |
| 25-03                    | Piemonte - Piacenza                    | 2-3 | 25-20, 34-32, 23-25, 15-25, 15-17 |
| 25-03                    | Treviso - Lube                         | 3-1 | 27-25, 21-25, 25-22, 25-22        |
| 25-03                    | Top Volley Latina - Robur Angelo Costa | 2-3 | 19-25, 25-16, 17-25, 25-19, 12-15 |
| 25-03                    | M. Roma - Gabeca                       | 3-1 | 25-20, 23-25, 25-23, 25-15        |
| 25-03                    | Umbria - Padova                        | 0-3 | 23-25, 23-25, 21-25               |

| Ventiseiesima giornata |                              |     |                                   |
|                        |                              |     |                                   |
| 01-04                  | Modena - Piemonte            | 0-3 | 22-25, 14-25, 21-25               |
| 01-04                  | Trentino - Top Volley Latina | 3-0 | 25-15, 25-21, 25-15               |
| 01-04                  | Lube - BluVolley Verona      | 3-2 | 23-25, 25-22, 25-15, 23-25, 15-11 |
| 01-04                  | Robur Angelo Costa - Treviso | 3-0 | 25-20, 25-22, 25-21               |
| 01-04                  | Gabeca - Callipo             | 3-1 | 23-25, 25-17, 25-22, 25-22        |
| 01-04                  | Piacenza - Umbria            | 3-2 | 21-25, 25-22, 25-19, 16-25, 16-14 |
| 01-04                  | Padova - M. Roma             | 2-3 | 25-23, 23-25, 21-25, 25-22, 8-15  |

#### Classifica
| Pos. | Squadra            | Pt | G  | V  | P  | SV | SP | Ratio | PF    | PS    | Ratio |
| ---- | ------------------ | -- | -- | -- | -- | -- | -- | ----- | ----- | ----- | ----- |
| 1.   | Trentino           | 70 | 26 | 24 | 2  | 75 | 19 | 3,947 | 2 290 | 1 919 | 1,193 |
| 2.   | Lube               | 56 | 26 | 20 | 6  | 67 | 36 | 1,861 | 2 396 | 2 208 | 1,085 |
| 3.   | Piemonte           | 56 | 26 | 18 | 8  | 69 | 39 | 1,792 | 2 428 | 2 296 | 1,057 |
| 4.   | Treviso            | 47 | 26 | 15 | 11 | 57 | 44 | 1,295 | 2 312 | 2 238 | 1,033 |
| 5.   | Modena             | 42 | 26 | 16 | 10 | 54 | 47 | 1,148 | 2 313 | 2 238 | 1,033 |
| 6.   | Piacenza           | 42 | 26 | 14 | 12 | 53 | 49 | 1,081 | 2 242 | 2 201 | 1,018 |
| 7.   | Gabeca             | 39 | 26 | 13 | 13 | 50 | 52 | 0,961 | 2 244 | 2 266 | 0,990 |
| 8.   | M. Roma            | 32 | 26 | 11 | 15 | 45 | 56 | 0,803 | 2 265 | 2 286 | 0,990 |
| 9.   | Top Volley Latina  | 32 | 26 | 10 | 16 | 48 | 59 | 0,813 | 2 302 | 2 386 | 0,964 |
| 10.  | Callipo            | 31 | 26 | 11 | 15 | 44 | 58 | 0,758 | 2 283 | 2 345 | 0,973 |
| 11.  | BluVolley Verona   | 29 | 26 | 9  | 17 | 42 | 62 | 0,677 | 2 228 | 2 405 | 0,926 |
| 12.  | Umbria             | 28 | 26 | 9  | 17 | 44 | 64 | 0,687 | 2 342 | 2 467 | 0,949 |
| 13.  | Padova             | 27 | 26 | 8  | 18 | 38 | 59 | 0,644 | 2 102 | 2 224 | 0,945 |
| 14.  | Robur Angelo Costa | 15 | 26 | 4  | 22 | 27 | 69 | 0,391 | 2 006 | 2 274 | 0,882 |

      Qualificata ai play-off scudetto.
      Retrocessa in Serie A2.

### Play-off scudetto

#### Tabellone
|  | Semifinali        | Semifinali | Semifinali | Semifinali |          |   | Finale | Finale |
|  |                   |            |            |            |          |   |        |        |
|  | Trentino          | 3          | 3          |            |          |   |        |        |
|  | Trentino          | 3          | 3          |            |          |   |        |        |
|  | Top Volley Latina | 0          | 0          |            |          |   |        |        |
|  | Top Volley Latina | 0          | 0          |            | Trentino | 2 |        |        |
|  |                   |            |            |            | Trentino | 2 |        |        |
|  |                   |            |            |            |          |   | Lube   | 3      |
|  | Lube              | 1          | 3          | 3          |          |   | Lube   | 3      |
|  | Lube              | 1          | 3          | 3          |          |   |        |        |
|  | Piemonte          | 3          | 2          | 0          |          |   |        |        |
|  | Piemonte          | 3          | 2          | 0          |          |   |        |        |

#### Risultati

##### Quarti di finale

###### Girone A
| Prima giornata |                   |     |                     |
|                |                   |     |                     |
| 07-04          | Trentino - Umbria | 3-0 | 25-23, 25-15, 25-22 |

| Seconda giornata |                  |     |                                  |
|                  |                  |     |                                  |
| 08-04            | M. Roma - Umbria | 3-2 | 21-25, 25-23, 21-25, 25-23, 15-9 |

| Terza giornata |                    |     |                     |
|                |                    |     |                     |
| 09-04          | Trentino - M. Roma | 3-0 | 25-22, 25-17, 25-17 |

| Pos. | Squadra  | Pt | G | V | P | SV | SP | Ratio | PF  | PS  | Ratio  |
| ---- | -------- | -- | - | - | - | -- | -- | ----- | --- | --- | ------ |
| 1.   | Trentino | 6  | 2 | 2 | 0 | 6  | 0  | MAX   | 150 | 116 | 1, 293 |
| 2.   | M. Roma  | 2  | 2 | 1 | 1 | 3  | 5  | 0,600 | 163 | 180 | 0,905  |
| 3.   | Umbria   | 1  | 2 | 0 | 2 | 2  | 6  | 0,333 | 165 | 182 | 0,906  |

      Qualificata alle semifinali play-off scudetto.
      Qualificata alle semifinali play-off Challenge Cup.

###### Girone B
| Prima giornata |                         |     |                            |
|                |                         |     |                            |
| 07-04          | Lube - BluVolley Verona | 3-1 | 21-25, 25-21, 25-19, 25-22 |

| Seconda giornata |                           |     |                            |
|                  |                           |     |                            |
| 08-04            | Gabeca - BluVolley Verona | 3-1 | 25-23, 21-25, 25-16, 25-18 |

| Terza giornata |               |     |                            |
|                |               |     |                            |
| 09-04          | Lube - Gabeca | 3-1 | 25-18, 25-23, 19-25, 25-23 |

| Pos. | Squadra          | Pt | G | V | P | SV | SP | Ratio | PF  | PS  | Ratio |
| ---- | ---------------- | -- | - | - | - | -- | -- | ----- | --- | --- | ----- |
| 1.   | Lube             | 6  | 2 | 2 | 0 | 6  | 2  | 3,000 | 190 | 176 | 1,079 |
| 2.   | Gabeca           | 3  | 2 | 1 | 1 | 4  | 4  | 1,000 | 185 | 176 | 1,051 |
| 3.   | BluVolley Verona | 0  | 2 | 0 | 2 | 2  | 6  | 0,333 | 169 | 192 | 0,880 |

      Qualificata alle semifinali play-off scudetto.
      Qualificata alle semifinali play-off Challenge Cup.

###### Girone C
| Prima giornata |                    |     |                            |
|                |                    |     |                            |
| 07-04          | Piemonte - Callipo | 3-1 | 21-25, 25-21, 29-27, 28-26 |

| Seconda giornata |                    |     |                     |
|                  |                    |     |                     |
| 08-04            | Piacenza - Callipo | 3-0 | 25-19, 25-20, 25-20 |

| Terza giornata |                     |     |                            |
|                |                     |     |                            |
| 09-04          | Piemonte - Piacenza | 3-0 | 25-21, 21-25, 25-18, 25-22 |

| Pos. | Squadra  | Pt | G | V | P | SV | SP | Ratio | PF  | PS  | Ratio |
| ---- | -------- | -- | - | - | - | -- | -- | ----- | --- | --- | ----- |
| 1.   | Piemonte | 6  | 2 | 2 | 0 | 6  | 1  | 6,000 | 189 | 179 | 1,055 |
| 2.   | Piacenza | 3  | 2 | 1 | 1 | 3  | 3  | 1,000 | 155 | 145 | 1,068 |
| 3.   | Callipo  | 0  | 2 | 0 | 2 | 1  | 6  | 0,166 | 158 | 178 | 0,887 |

      Qualificata alle semifinali play-off scudetto.
      Qualificata alle semifinali play-off Challenge Cup.

###### Girone D
| Prima giornata |                             |     |                     |
|                |                             |     |                     |
| 07-04          | Treviso - Top Volley Latina | 0-3 | 26-28, 23-25, 21-25 |

| Seconda giornata |                  |     |                            |
|                  |                  |     |                            |
| 08-04            | Treviso - Modena | 3-1 | 25-21, 21-25, 25-18, 25-22 |

| Terza giornata |                            |     |                            |
|                |                            |     |                            |
| 09-04          | Top Volley Latina - Modena | 3-1 | 19-25, 25-20, 25-23, 25-23 |

| Pos. | Squadra           | Pt | G | V | P | SV | SP | Ratio | PF  | PS  | Ratio |
| ---- | ----------------- | -- | - | - | - | -- | -- | ----- | --- | --- | ----- |
| 1.   | Top Volley Latina | 6  | 2 | 2 | 0 | 6  | 1  | 6,000 | 172 | 161 | 1,068 |
| 2.   | Treviso           | 3  | 2 | 1 | 1 | 3  | 4  | 0,750 | 166 | 164 | 1,012 |
| 3.   | Modena            | 0  | 2 | 0 | 2 | 2  | 6  | 0,333 | 177 | 190 | 0,931 |

      Qualificata alle semifinali play-off scudetto.
      Qualificata alle semifinali play-off Challenge Cup.

##### Semifinali
| Gara 1 |                              |     |                            |
|        |                              |     |                            |
| 12-04  | Trentino - Top Volley Latina | 3-0 | 28-26, 25-20, 25-21        |
| 12-04  | Lube - Piemonte              | 1-3 | 25-23, 22-25, 13-25, 18-25 |

| Gara 2 |                              |     |                                 |
|        |                              |     |                                 |
| 15-04  | Top Volley Latina - Trentino | 0-3 | 26-28, 13-25, 23-25             |
| 15-04  | Piemonte - Lube              | 2-3 | 25-19, 23-25, 25-18 22-25 13-15 |

| Gara 3 |                 |     |                     |
|        |                 |     |                     |
| 18-04  | Lube - Piemonte | 3-0 | 25-20, 25-17, 26-24 |

##### Finale
| Gara 1 |                 |     |                                   |
|        |                 |     |                                   |
| 22-04  | Trentino - Lube | 2-3 | 25-19, 25-12, 22-25, 18-25, 20-22 |

### Play-off Challenge Cup

#### Tabellone
|  | Semifinali | Semifinali | Semifinali |  |         | Finale   | Finale |
|  |            |            |            |  |         |          |        |
|  | Treviso    | 3          | 3          |  |         |          |        |
|  | Treviso    | 3          | 3          |  |         |          |        |
|  | M. Roma    | 0          | 1          |  |         |          |        |
|  | M. Roma    | 0          | 1          |  | Treviso | 0        |        |
|  |            |            |            |  | Treviso | 0        |        |
|  |            |            |            |  |         | Piacenza | 3      |
|  | Piacenza   | 3          | 3          |  |         | Piacenza | 3      |
|  | Piacenza   | 3          | 3          |  |         |          |        |
|  | Gabeca     | 1          | 2          |  |         |          |        |
|  | Gabeca     | 1          | 2          |  |         |          |        |

#### Risultati

##### Semifinali
| Gara 1 |                   |     |                     |
|        |                   |     |                     |
| 12-04  | Treviso - M. Roma | 3-0 | 25-21, 25-16, 25-23 |
| 12-04  | Piacenza - Gabeca | 3-0 | 25-18, 25-20, 25-20 |

| Gara 2 |                   |     |                                   |
|        |                   |     |                                   |
| 15-04  | M. Roma - Treviso | 1-3 | 28-26, 23-25, 23-25, 19-25        |
| 15-04  | Gabeca - Piacenza | 2-3 | 25-23, 15-25, 28-30, 25-21, 12-15 |

##### Finale
| Gara 1 |                    |     |                     |
|        |                    |     |                     |
| 21-04  | Treviso - Piacenza | 0-3 | 22-25, 21-25, 20-25 |

## Verdetti
| Squadra            | Qualificazione           |
| ------------------ | ------------------------ |
| Lube               | Champions League 2012-13 |
| Piemonte           | Champions League 2012-13 |
| Trentino           | Champions League 2012-13 |
| Top Volley Latina  | Coppa CEV 2012-13        |
| Piacenza           | Challenge Cup 2012-13    |
| Padova             | Serie A2 2012-13         |
| Robur Angelo Costa | Serie A2 2012-13         |

## Premi individuali
| Premio                 | Nome              | Squadra  |
| ---------------------- | ----------------- | -------- |
| Miglior allenatore     | Roberto Piazza    | Treviso  |
| Miglior Under-23       | Jiří Kovář        | Lube     |
| Miglior pubblico       | -                 | Modena   |
| Miglior arbitro        | Stefano Cesare    | -        |
| Miglior realizzatore   | Ivan Zaytsev      | M. Roma  |
| Miglior addetto stampa | Marco Tentella    | Lube     |
| Miglior ricezione      | Simone Parodi     | Lube     |
| Miglior servizio       | Osmany Juantorena | Trentino |
| Miglior attaccante     | Vladimir Nikolov  | Piacenza |
| Miglior centrale       | Luigi Mastrangelo | Piemonte |
| Miglior servizio       | Osmany Juantorena | Trentino |
| Miglior muro           | Luca Tencati      | Piacenza |
| Miglior attaccante     | Ivan Zaytsev      | M. Roma  |

## Statistiche
| Rendimento individuale | Rendimento individuale | Rendimento individuale | Rendimento individuale |
| Pos.                   | Nome                   | Punti                  | Squadra                |
| ---------------------- | ---------------------- | ---------------------- | ---------------------- |
| 1                      | Ivan Zaytsev           | 490                    | M. Roma                |
| 2                      | Igor Omrčen            | 476                    | Lube                   |
| 3                      | Vladimir Nikolov       | 474                    | Piacenza               |
| 4                      | Alessandro Fei         | 472                    | Treviso                |
| 5                      | Niels Klapwijk         | 454                    | Callipo                |
| 6                      | Mitja Gasparini        | 444                    | BluVolley Verona       |
| 7                      | Leandro Vissotto       | 436                    | Piemonte               |
| 8                      | Tine Urnaut            | 428                    | Umbria                 |
| 9                      | Vencislav Simeonov     | 420                    | Padova                 |
| 10                     | Ángel Dennis           | 416                    | Modena                 |

| Attacchi vincenti | Attacchi vincenti  | Attacchi vincenti | Attacchi vincenti |
| Pos.              | Nome               | Punti             | Squadra           |
| ----------------- | ------------------ | ----------------- | ----------------- |
| 1                 | Ivan Zaytsev       | 410               | M. Roma           |
| 2                 | Vladimir Nikolov   | 400               | Piacenza          |
| 3                 | Alessandro Fei     | 399               | Treviso           |
| 4                 | Igor Omrčen        | 397               | Lube              |
| 5                 | Niels Klapwijk     | 381               | Callipo           |
| 6                 | Tine Urnaut        | 377               | Umbria            |
| 7                 | Vencislav Simeonov | 373               | Padova            |
| 8                 | Mitja Gasparini    | 370               | BluVolley Verona  |
| 9                 | Ángel Dennis       | 361               | Modena            |
| 10                | Leandro Vissotto   | 358               | Piemonte          |

| Muri vincenti | Muri vincenti     | Muri vincenti | Muri vincenti    |
| Pos.          | Nome              | Punti         | Squadra          |
| ------------- | ----------------- | ------------- | ---------------- |
| 1             | Luca Tencati      | 77            | Piacenza         |
| 2             | Emanuel Kohút     | 68            | Treviso          |
| 3             | Andrea Sala       | 66            | Modena           |
| 4             | Luigi Mastrangelo | 65            | Piemonte         |
| 4             | Giorgio De Togni  | 65            | Treviso          |
| 6             | Marko Podraščanin | 64            | Lube             |
| 7             | Michal Rak        | 63            | Callipo          |
| 8             | Andrea Semenzato  | 62            | Padova           |
| 9             | Aidan Zingel      | 58            | BluVolley Verona |
| 10            | Mitar Đurić       | 54            | Trentino         |

| Battute vincenti | Battute vincenti  | Battute vincenti | Battute vincenti  |
| Pos.             | Nome              | Punti            | Squadra           |
| ---------------- | ----------------- | ---------------- | ----------------- |
| 1                | Osmany Juantorena | 67               | Trentino          |
| 2                | Cristian Savani   | 52               | Lube              |
| 2                | Ivan Zaytsev      | 52               | M. Roma           |
| 4                | Igor Omrčen       | 49               | Lube              |
| 5                | Mitja Gasparini   | 48               | BluVolley Verona  |
| 6                | Niels Klapwijk    | 39               | Callipo           |
| 6                | Leandro Vissotto  | 39               | Piemonte          |
| 8                | Matej Kazijski    | 38               | Trentino          |
| 8                | Luis Díaz         | 38               | Callipo           |
| 10               | Jakub Jarosz      | 37               | Top Volley Latina |
| 10               | Giulio Sabbi      | 37               | Piemonte          |

| Ricezioni perfette | Ricezioni perfette | Ricezioni perfette | Ricezioni perfette |
| Pos.               | Nome               | Punti              | Squadra            |
| ------------------ | ------------------ | ------------------ | ------------------ |
| 1                  | Davide Marra       | 298                | Piacenza           |
| 2                  | Ivan Zaytsev       | 285                | M. Roma            |
| 3                  | Salvatore Rossini  | 277                | Gabeca             |
| 4                  | Jeroen Rauwerdink  | 264                | Umbria             |
| 5                  | Loris Manià        | 237                | Modena             |
| 6                  | Fabio Fanuli       | 234                | Callipo            |
| 7                  | Earvin N'Gapeth    | 226                | Piemonte           |
| 7                  | Daniele De Pandis  | 226                | Top Volley Latina  |
| 9                  | František Ogurčák  | 225                | Treviso            |
| 10                 | Matej Černič       | 213                | Callipo            |

NB: I dati sono riferiti esclusivamente alla regular season.